# Wohn- und Wirtschaftsgebäude Ahrensfelder Straße 44
Das Wohn- und Wirtschaftsgebäude Ahrensfelder Straße 44 in der niedersächsischen Stadt Osterholz-Scharmbeck, Ortsteil Osterholz, stammt vom 19. Jahrhundert. Aktuell (2025) wird es zum Wohnen und landwirtschaftlich genutzt.
Das Gebäude steht unter Denkmalschutz (siehe auch Liste der Baudenkmale in Osterholz-Scharmbeck).

## Geschichte und Beschreibung
Osterholz entstand 1182 mit der Gründung des Klosters Osterholz.
Das eingeschossige giebelständige Wohn- und Wirtschaftsgebäude als Zweiständer-Hallenhaus in Fachwerk mit Steinausfachungen, mit reetgedecktem Satteldach und Halbwalm am Wohngiebel und mit der Grooten Door mit flachem Korbbogen wurde Anfang des 19. Jahrhunderts gebaut. Der Wirtschaftsgiebel wurde um 1900 massiv in Backstein erneuert und erhielt Fenster mit Rundbogen und ein markantes Tropfengesims am Ortgang.
Das Landesdenkmalamt befand u. a.: „… ein regionstypisches Hallenhaus in Zweiständerkonstruktion …“